# Centre d'histoire sociale des mondes contemporains
Pour les articles homonymes, voir CHS.
Le Centre d'histoire sociale des mondes contemporains (CHS) est une unité mixte de recherche de l'Université Paris 1 et du CNRS, d'abord appelé Centre d'histoire du syndicalisme, puis Centre de recherches d'histoire des mouvements sociaux et du syndicalisme jusqu'en 1999, puis Centre d'histoire sociale du XXe siècle depuis 2018.

## Historique
Il a été fondé en 1966-1967 par Jean Maitron, avec le soutien d'Ernest Labrousse, sous le nom de Centre d'histoire du syndicalisme. Dès sa fondation, sa principale originalité est de comporter à son conseil d'administration des représentants des principales confédérations syndicales françaises (CFDT, CGT, CGT-FO, FEN et CNPF), afin d'écrire une histoire qui s'enrichirait du militantisme. Le Centre continue à travailler en relations avec les syndicats et maintenant plus largement avec nombre de forces sociales et politiques. En 2018 le Centre d'histoire sociale du XXe siècle devient Centre d'histoire sociale des mondes contemporains. 
Grâce à l'œuvre de ses directeurs successifs (Jacques Droz, Antoine Prost, Jean-Louis Robert puis Annie Fourcaut, Michel Pigenet et Pascale Goetschel, Emmanuel Bellanger) et de celui qui en fut longtemps le secrétaire scientifique (Jacques Girault), le Centre a connu une forte évolution. Il rassemble en 2020 une quarantaine de chercheurs et enseignants-chercheurs statutaires.
L'histoire sociale constitue la matrice de ce laboratoire. Ses thématiques fondatrices reposaient sur l’histoire du travail et des travailleurs en France aux XIXe et XXe siècles ; elles étaient affiliées à une entreprise éditoriale remarquable Maitron, dictionnaire biographique et international du mouvement social, qui rassemble aujourd’hui environ 200 000 notices. Au fil des années, la vocation initiale du laboratoire a été élargie. Le CHS s’est affirmé comme un laboratoire de recherche soucieux d’éclairer l’histoire sociale, culturelle, politique des sociétés urbaines et des mouvements sociaux. Depuis les années 1990, cette unité a accordé une importance considérable à la question des territoires et s’est aussi engagé dans le renouvellement, d’une part, de l’histoire culturelle et patrimoniale et, d’autre part, de l’histoire coloniale et postcoloniale. Cette UMR est également reconnue comme un laboratoire d’intervention sociale, d’expertise, de valorisation et de diffusion de la recherche auprès d’un large public.

## Activités
Quatre axes de recherche structurent l'activité scientifique du laboratoire : Pouvoirs, contre-pouvoirs, engagements et conflits ; Environnement, ville et sociétés urbaines ; Travail, santé, loisirs ; Sociétés culturelles, média(tisa)tions, diffusions. 
Le CHS est également un lieu important d'enseignement, d'archives et de documentation dont la bibliothèque d'histoire sociale est connue, notamment, pour la richesse exceptionnelle des travaux de recherche inédits (mémoires de maîtrises et de masters, thèses) qui y sont disponibles et pour l’intérêt des fonds d'archives déposés par nombre de militants et d’organisations. Depuis septembre 2019, la bibliothèque du CHS a rejoint le Grand équipement documentaire du Campus Condorcet, à Aubervilliers.